# Enrique Marmentini
Enrique Anjel Marmentini Gil (Santiago del Cile, 15 luglio 1922 – Santiago del Cile, 25 dicembre 1996) è stato un cestista cileno.

## Carriera
Con il Cile ha disputato i Giochi olimpici di Londra 1948 e i Campionati mondiali del 1950.